# Toera (Egypte)
Toera of Tora of Tura of Troyu of Royu was een nederzetting in het oude Egypte halverwege het huidige Caïro en Helwan. Het was in de oudheid de belangrijkste bron van kalksteen. Vele piramides, graftombes en mastaba's zijn ermee gebouwd.
In de Tweede Wereldoorlog sloegen de Britten munitie op in de verlaten kalkgroeven.
Bij werkzaamheden in 1941 werden er in groeve nr. 35 boeken gevonden van de Alexandrijnse kerkvaders Origenes en Didymus de Blinde.
In Toera is een grote gevangenis, waar onder meer de Egyptische president Hosni Moebarak zat.